# Bokeo
Bokeo (Laotiaans: ບໍ່ແກ້ວ) is een provincie van Laos. Het ligt in het noorden van het land. De letterlijke vertaling van de naam Bokeo is edelsteenmijn. De provincie heeft dan ook zeer veel afzettingen van edelstenen en halfedelstenen.

## Geschiedenis
De provincie werd gecreëerd in 1983 toe het werd afgescheiden van de provincie Luang Namtha.

## Bevolking
Volgens een schatting van 1 juli 2020 telde de provincie Bokeo 203.468 inwoners. Vijf jaar eerder werden er nog 185.912 inwoners geregistreerd, hetgeen overeenkomt met een gemiddelde jaarlijkse bevolkingsgroei van 1,8% voor de periode 2015-2020. In de census van 1 maart 2005 woonden er nog 145.263 inwoners in de provincie. Het overgrote deel van de bevolking woont op het platteland (67%). De urbanisatiegraad is met 33% vrij laag.
De geslachtsverhouding is bijna gelijkelijk verdeeld. Er werden 101.590 mannen en 101.878 vrouwen geregistreerd in 2020. De bevolking is jong: 33,5% is tussen de 0-14 jaar, 62,2% is tussen de 15-64 jaar en 4,3% is 65 jaar of ouder. Ongeveer 0,6% van de totale bevolking is zelfs 80 jaar of ouder.